# Балка Коровань
Балка Коровань, Корован — балка (річка) в Україні в Новоукраїнському й Компаніївському районах Кіровоградської області. Права притока річки Сугоклії (басейн Південного Бугу).

## Опис
Довжина балки приблизно 9,08 км, найкоротша відстань між витоком і гирлом — 6,83  км, коефіцієнт звивистості річки — 1,18 . Формується декількома струмками та загатами.

## Розташування
Бере початок на південно-західній околиці села Виноградівка і тече переважно на південний схід через село. На південно-західній стороні від села Софіївки впадає у річку Сугоклію, праву притоку річки Інгулу.
Населені пункти вздовж берегової смуги: Ромашки, Травневе.

## Цікаві факти
- У XX столітті на балці існували водокачка, молочно, -птице-тваринні ферми (МТФ, ПТФ), газгольдер та газові свердловини[2], а у XIX столітті — скотний двір та декілька вітряних млинів[1].